# Takashi Yamamoto (polityk)
Takashi Yamamoto (jap. 山本孝史 Yamamoto Takashi; ur. 7 lipca 1949 w Ashiya  – zm. 22 grudnia 2007) - japoński polityk Partii Demokratycznej ukończył studia na Uniwersytecie Ritsumeikan, zasiadał w izbie radców i zgromadzeniu narodowym. W 1993 roku został wybrany po raz pierwszy do izby reprezentantów. Zasiadał w niej do 2000 roku. Zmarł 22 grudnia 2007 roku na raka grasicy.